# استیو جابلونسکی
استیو جابلونسکی (به انگلیسی: Steve Jablonsky) (زاده ۹ اکتبر ۱۹۷۰) آهنگ ساز آمریکایی است که در زمینه سینما، تلویزیون و بازی‌های ویدئویی فعالیت می‌کند. وی از فیلم «جزیره» محصول سال ۲۰۰۵ تا کنون در تمام آثار «مایکل بی» کارگردان آمریکایی، حضور داشته‌است که مهمترین آنها مجموعه تبدیل شوندگان بوده‌است. در حوزهٔ سینما استیو در بیش از ۱۰ فیلم بلند فعالیت داشته‌است،وی آهنگ سازی فیلم «کشتی جنگی» (به انگلیسی: Battleship) که در سال ۲۰۱۲ به اکران در آمد و همچنین فیلم بازی اندر-(ENDER'S GAME) به کارگردانی گوین هود در سال ۲۰۱۳ را بر عهده داشت. در حوزه بازی‌های ویدئویی، موسیقی چند محصول بزرگ مانند «Gears of wars»، «Prince of persia»، «Metal Gear Solid ۲»، «the Sims ۳» و چند بازی دیگر از کارهای وی (در بعضی به همراه دیگر آهنگسازان) بوده است. از فعالیت‌های وی در حوزهٔ تلویزیون نیز می‌توان به تم «عجایب هفتگانهٔ دنیای صنعتی» محصول شبکهٔ بی‌بی‌سی، مجموعه تلویزیونی «کدبانوهای وامانده» و... اشاره کرد.